# Арл (графство)
Графството Арл (на немски: Grafschaft Arles) е от 9 до 11 век господство около Арл. Градът Арл не влиза в графството от 921 г., а е под владението на местния архиепископ.
Най-известният граф на Арл е Бозон Стари, прародителят на Бозонидите, чийто правнук Хуго става крал на Италия. През 10 век графството отива в графовете на Прованс.

## Списък на графовете на Арл
- Бозон Стари († пр. 855) граф на Арл, граф в Италия (Бозониди)
- Теотбалд († между юни 887 и 895) граф на Арл, внук на Бозон
- Бозон († сл. 936) 911–931 граф на Авиньон и Vaison, 926–931 граф на Арл, 931–936 маркграф на Тоскана, син на Теотбалд
- Теутберга от Арл, сестра на Бозон ∞ Варнарий граф на Троа, вицеграф на Санс (X 924)
- Теутберга от Троа († сл. 960), дъщеря на Теутберга от Арл ∞ Карл Константин, граф на Виен (Бувиниди)
- Констанца от Виен, дъщеря на Теутберга от Троа ∞
- Бозон II († 965/967) 935 граф на Авиньон, 949 граф на Арл
- Вилхелм I († 978) 968 граф на Арл, брат на Бозон II
- Вилхелм II († 994) 970 граф на Арл и граф на Прованс, син на Бозон II; ∞ 984/986 Аделаида д`Анжу, дъщеря граф на Фулк II, вдовица на граф Stephan (Étienne) от Gévaudan, разведена от крал Луи V
- Готфрид I († 1061/1062) 1032 граф von Арл, 1057/60 маркграф на Прованс, внук на Вилхелм II
  - Geofroi, 1050 вицеграф на Марсилия и Арл, 1014–19/1981 доказан
- Герберга († 1112/1118) 1093/1112 графиня на Арл ∞ 1058
- Gilbert, граф на Gévaudan († 1110/1112) вицеграф на Carlat, граф на Арл